# Castillo de Yamanaka
El castillo Yamanaka (山中城 Yamanaka-jō?) es una fortificación japonesa del siglo XVI en Mishima (prefectura de Shizuoka). Construido por el clan Hōjō tardío, sus ruinas forman parte del conjunto de Lugar Histórico Nacional desde 1988.

## Historia
Hōjō Ujiyasu fundó la fortaleza para proteger el castillo principal de su clan en Odawara. De este modo, formaba parte de una serie de defensas que incluían el castillo Nirayama y Ashigara. A medida que empeoraban las relaciones entre los Hōjō y Toyotomi Hideyoshi, Ujimasa comenzó a fortalecer a Yamanaka alrededor del 1587. En ese momento, se construyó la muralla exterior Daisaki Demaru para proteger el camino que conduce a Odawara. En 1590, antes de que el clan hubiera completado las nuevas fortificaciones, Hideyoshi lanzó un ataque de casi 70 000 soldados contra los escasos 4000 defensores del castillo de Yamanaka. La versión mayoritaria indica que este cayó en menos de medio día, mientras que otros relatos reducen el tiempo a dos horas. Este fue el primer asalto de Hideyoshi a la zona de Odawara en su campaña para derrocar al clan Hōjō.

## Diseño y conservación

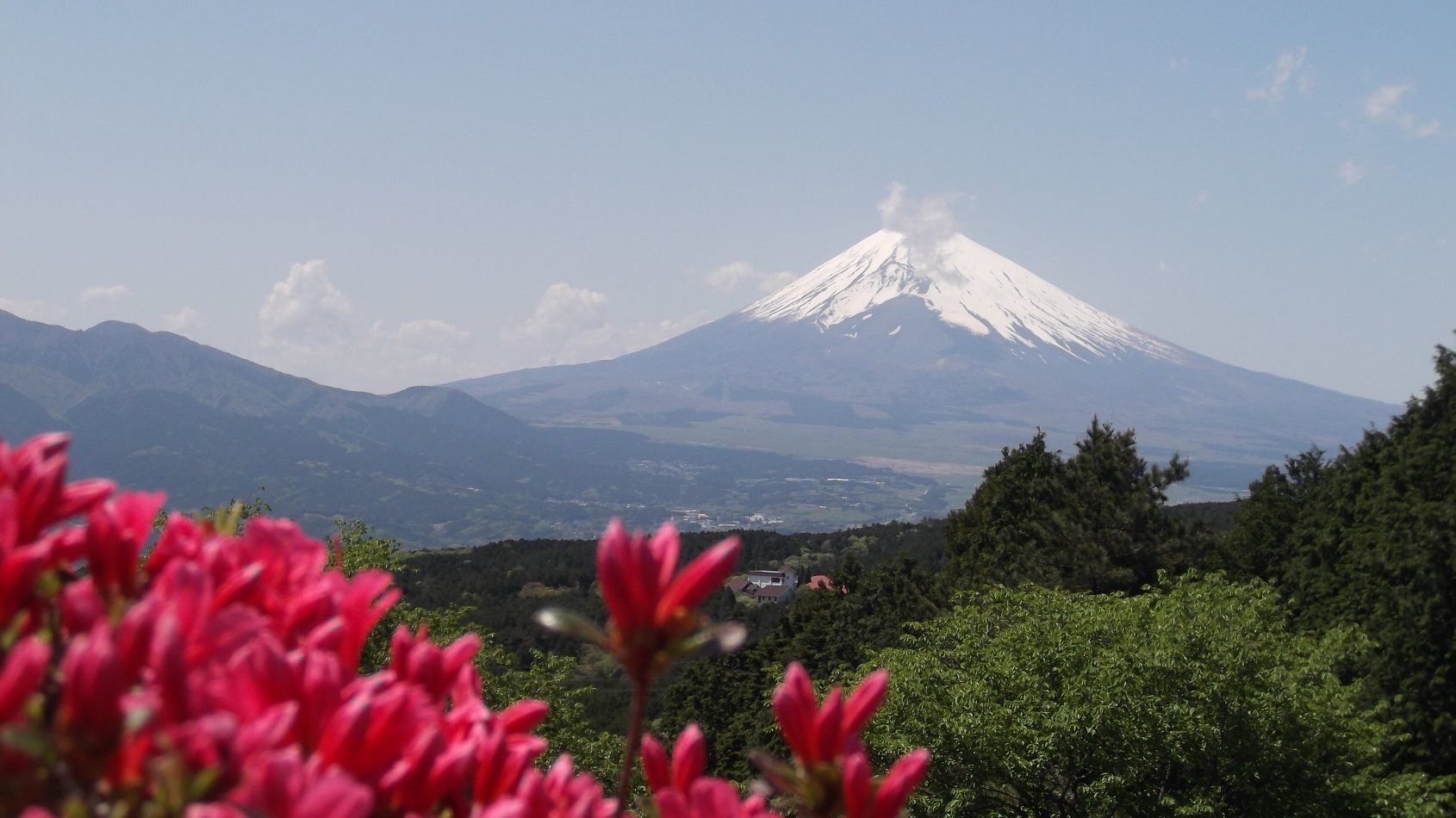
El monte Fuji visto desde Yamanaka.

El castillo Yamanaka es una fortificación de montaña, que se eleva a 580 m de altitud. Desde su destrucción en el período Edo el castillo no ha sido reconstruido. Sin embargo, se han conservado los fosos inusuales de diseño ajedrezado, que causan que los terrenos sean irregulares. Como otras fortalezas del clan Hōjō estaba construida a base de arcilla, a diferencia de la mayoría de castillos que son de piedra. En la actualidad, es un lugar turístico debido a su ubicación sobre el monte Hakone, que le concede vistas al Fuji y a la bahía de Suruga.